# Haudrecy
Haudrecy ist eine französische Gemeinde mit 328 Einwohnern (Stand: 1. Januar 2022) im Département Ardennes in der Region Grand Est (vor 2016 Champagne-Ardenne). Sie gehört zum Arrondissement Charleville-Mézières, zum Kanton Charleville-Mézières-1 und zum Gemeindeverband Ardenne Métropole.

## Geographie
Das Dorf Haudrecy liegt im 2011 gegründeten Regionalen Naturpark Ardennen. Die Sormonne verläuft durch das nördliche Gemeindegebiet. Umgeben wird Haudrecy von den Nachbargemeinden Cliron im Nordwesten, Tournes im Nordosten, Belval im Südosten, Sury im Süden, Saint-Marcel im Südwesten sowie Ham-les-Moines im Westen.

## Bevölkerungsentwicklung
| Jahr                       | 1962 | 1968 | 1975 | 1982 | 1990 | 1999 | 2007 | 2018 |
| Einwohner                  | 113  | 118  | 143  | 170  | 196  | 266  | 295  | 306  |
| Quellen: Cassini und INSEE |      |      |      |      |      |      |      |      |

## Sehenswürdigkeiten

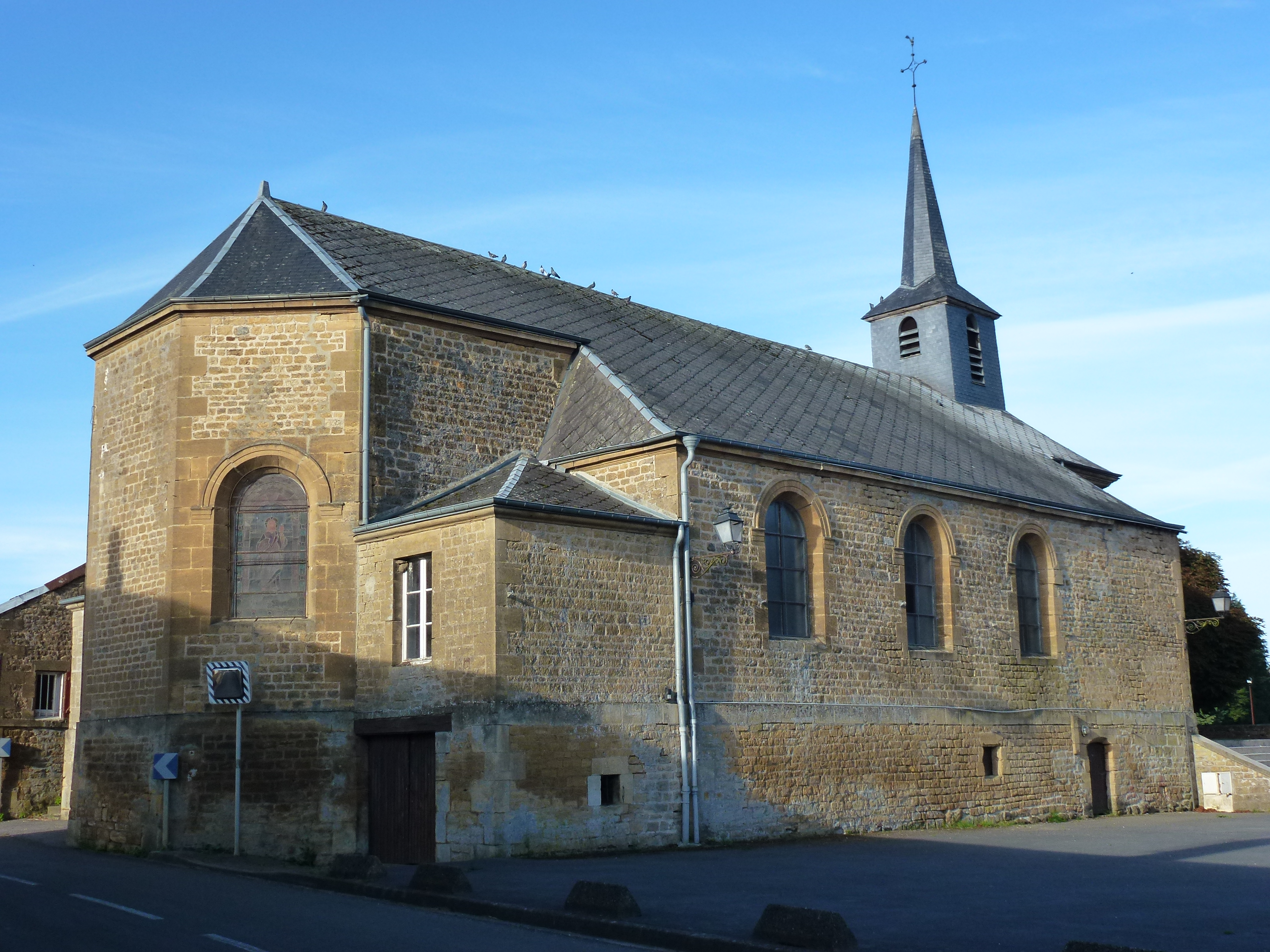
Kirche Saint-Arnould

- Kirche Saint-Arnould